# Австралійська столична територія
Австралійська Столична Територія (англ. Australian Capital Territory (ACT)) — територія, віддана Новим Південним Уельсом в 1911 для створення столиці Канберри з портом Джервіс Бей; площа 2400 км²; населення 339 тисяч чоловік (2007).

## Географія
Австралійська Столична Територія обмежується залізничною лінією Гоулбрун-Коома на сході, вододілом Наас-Крік на півдні, вододілом річки Коттер на заході та вододілом річки Молонго на північному сході. Територія поширюється приблизно на 88,5 кілометрів на північ-південь від 35-36 до 57,5 км на захід-схід, хоча площа міста займає північно-центральну частину цієї області.
Крім Канберри, Австралійська Столична Територія містить також сільськогосподарські угіддя (овець, молочну худобу, виноградники та невелику кількість сільськогосподарських культур) та велику територію національного парку (Намадзький національний парк), більшість з яких — гірські та лісові. Малі селища та громади, розташовані в межах території, включають Вільямсдейл, Наас, Уріарра, Тарва та Хол.

## Населення
За переписом 2016 року населення території становило 397 397 осіб, з них більшість живе у Канберрі. Середній тижневий дохід для осіб у віці старше 15 років становив 1000 доларів США, тоді як середній показник у країні становив 662 долари. Середній рівень освіти вище, ніж у середньому по країні. В межах території 4,5 % населення має ступінь післядипломної освіти в порівнянні з 1,8 % у всій Австралії.
- 1987 — 261 тисяч чоловік.
- 2003 — 339 тисяч чоловік.
- 2007 — 340 тисяч чоловік.

### Канберра

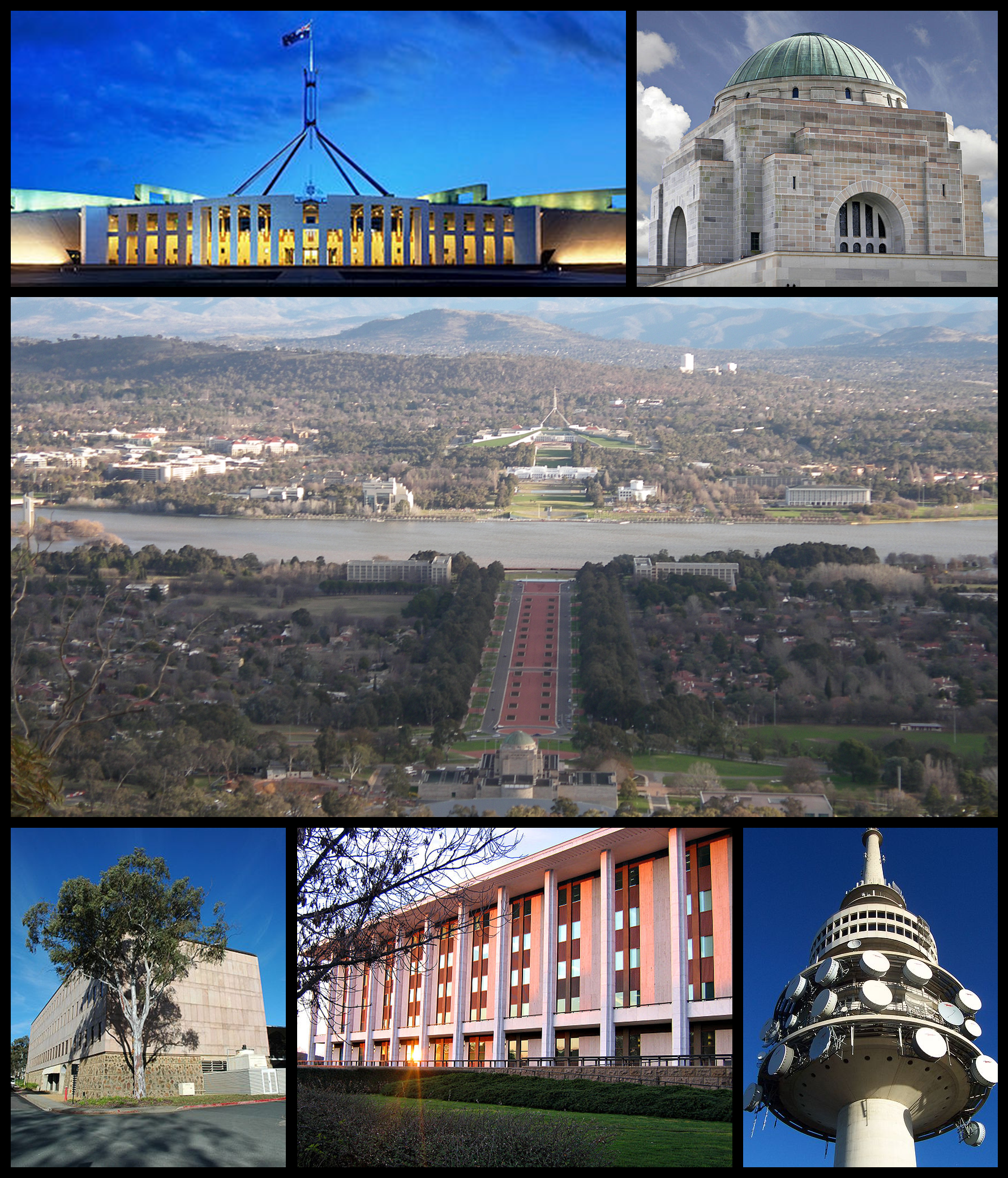
Канберра

Канберра — головне місто території, столиця федерації, найбільший науковий і культурний центр. Назва міста перекладається з мови місцевих аборигенів як «місто зустрічі». Місто було збудоване 1913 року посеред мальовничих пагорбів за проектом американського архітектора Волтера Берлі Гріффіна як столиця федерації, місто-парк. Спеціально для цього було виділено федеральну столичну територію на півдні штату Новий Південний Уельс на півдорозі між найбільшими містами країни, Сіднеєм (на північ) та Мельбурном (на південь) — звідси й назва. В архітектурі міста превалює одно-, двоповерхова забудова. Уздовж транспортних магістралей висаджені дерева та кущі, що барвисто квітнуть у кожному районі різними кольорами. Посеред міста споруджено став імені головного архітектора із 70 м фонтаном посеред нього — «Джеймс Кук», що нагадує Женевський фонтан, та купленим у Лондоні містком «Ватерлоо». У місті знаходяться австралійські академії природничих, гуманітарних, соціальних та технічних наук, Австралійський національний університет, Інститут вивчення аборигенів, Національна бібліотека, федеральний Центр організації наукових і промислових досліджень, військовий музей. Промисловість міста обмежена друкарнями, підприємствами харчової та будівельної галузей. Розвиток міста розпланований через розбудову міст-супутників.

## Символи Австралійської столичної території
- Квітка: Wahlenbergia gloriosa
- Птах: Callocephalon fimbriatum
- Кольори: Синій і золотий